# Neil Davis
Neil Brian Davis (14 februari 1934 – Bangkok, 9 september 1985) was een Australische oorlogsverslaggever en cameraman. Hij werd met name bekend door zijn filmreportages over de Vietnamoorlog en van andere conflicten in Indochina. 
Davis werd in 1934 geboren op het platteland van Tasmanië. Op 14-jarige leeftijd stopte hij zijn schoolopleiding om bij de  Tasmanian Government Film Unit te gaan werken. Als tiener leed hij aan polio, waarvan hij volledig herstelde.
In 1961 trad hij als cameraman in dienst bij de Australian Broadcasting Corporation. In december 1963 stopte hij bij deze maatschappij om bij Visnews (een televisiepersagentschap dat in 1992 door Reuters werd gekocht) cameraman en correspondent voor Zuidoost-Azië te worden. Hij werd gestationeerd in Singapore. In 1964 ging Davis naar Borneo om verslag te doen van het conflict tussen Maleisië en Indonesië over de zeggenschap over dat eiland. Dit werd zijn eerste oorlogsreportage, waarin hij echter geen actie wist te filmen.
Na dit debuut reisde Davis regelmatig naar Vietnam om verslag te doen van de oorlog die daar woedde. Daarbij streefde hij naar een zo objectief mogelijke invalshoek, waarbij de ene keer vanuit een Zuid-Vietnamees regeringsperspectief en de andere keer vanuit het gezichtspunt van de Vietcong filmde. Davis vond het belangrijk om ook de gevolgen van de gevechten voor de burgers in het oorlogsgebied te laten zien. Ondanks zijn neutraliteit wekte Davis’ werk de woede van de Amerikaanse militaire autoriteiten. Toch bleven Amerikaanse nieuwszenders de producties van Davis vertonen. Een aantal keer raakte hij tijdens zijn werkzaamheden ernstig gewond, waarbij hij eenmaal bijna een been verloor. Na elk incident besloot hij om toch weer aan het werk te gaan.
Aan het begin van de jaren zeventig werkte Davis ook regelmatig in Cambodja. In 1971 verhuisde hij dan ook van Singapore naar Phnom Penh. Hij vervolgde in 1973 zijn carrière op freelance basis. Toen op 17 april 1975 Phnom Penh door de Rode Khmer werd ingenomen verliet Davis de stad. Enkele dagen later, op 30 april 1975, filmde hij hoe in Saigon Noord-Vietnamese soldaten het presidentieel paleis binnendrongen; een gebeurtenis die als het symbolische einde van de Vietnamoorlog wordt beschouwd.
Na de Vietnamoorlog vestigde Davis zich in Bangkok. Daarvandaan reisde hij ook naar andere delen van de wereld om van de zich daar afspelende conflicten verslag te doen. Hij filmde onder meer in Angola, Soedan, Oeganda en Libanon.
Op 9 september 1985 werd Davis gedood terwijl hij een coup filmde die maar een paar uur zou duren. Met zijn geluidsman Bill Latch had hij positie genomen bij een radiotoren die door de coupplegers in bezit was genomen. Davis filmde een tank die tegenover de toren stelling had genomen. Toen de tank een salvo gaf werd Davis bedolven onder een instortende muur. Zijn camera viel op de grond en filmde hoe geluidsman Latch ernstig gewond dekking zocht.
- Australian Dictionary of Biography: davis-neil-brian-12408
- International Standard Name Identifier: 0000 0000 6338 1526
- Library of Congress Control Number: n80072669
- Nationale bibliotheek van Australië: 36233549
- Nederlandse Thesaurus van Auteursnamen: 142776017
- PIC: 390465
- Trove: 619036
- Virtual International Authority File: 38215903
- WorldCat: E39PBJrgMFK4dyVMjYb7xmpHG3